# BRP Kagitingan
Le BRP Kagitingan (PG-101) est le navire de tête de la classe Kagitingan, des patrouilleurs côtiers de la marine philippine. Il a été conçu et construit par W. Muller à Hamelin (Allemagne), et mis en service par la marine philippine en septembre 1979,.

## Conception
Les navires de classe Kagitingan ont un déplacement de 132 tonnes à charge normale et 160 tonnes à pleine charge. Ils avaient été conçus pour une vitesse maximale de 28 nœuds, mais étant sous-propulsés, ils n’ont jamais à atteindre cette vitesse. Leur vitesse maximale est plutôt de 16 nœuds.
Leur armement principal est une tourelle Emerlec EX 34 Mod 0, avec 2 canons de 30 mm, montés en avant de la superstructure principale. Le système d'armes est relié à un système de conduite de tir Elsag NA10 Mod 0 et à un radar de conduite de tir Orion 10X. Des marins philippins ont été envoyés en Europe pour se familiariser avec ce nouveau système, contrairement aux tourelles à commande manuelle existantes. La marine des Philippines a eu du mal à garder les marins formés à ces systèmes de conduite de tir, qui étaient eux-mêmes difficiles à entretenir. Un armement secondaire, composé de 4 mitrailleuses lourdes de 12,7 mm (calibre .50) et 2 mitrailleuses de 7,62 mm, complétait ce système d'armes.
Tous les navires de la classe Kagitingan étaient hors service en 1992. En raison d’un besoin pressant, les navires ont été remis en état et remis en service en 1994 dans le cadre d’une vaste augmentation du financement militaire.